# 강릉 아이스 아레나
강릉 아이스 아레나(Gangneung Ice Arena)는 강원특별자치도 강릉시 포남동에 있는 실내 경기장이다. 2018년 동계 올림픽의 피겨 스케이팅 종목과 쇼트트랙 종목이 개최됐으며, 올림픽 이후에는 실내체육관으로도 이용 중이다.

## 구성
강릉올림픽파크(Gangneung Olympic Park)에 위치한 이 경기장은 2014년 7월 17일에 기공식 시작으로 건설에 들어가 2016년 12월 14일 개관 하였다. 건축 규모는 지상 4층 ~ 지하 2층으로 대지면적 12만 5,227m2, 건축 연면적 3만 2,398m2이다. 수용 인원 약 1만 3,000석이며, 30m×60m 크기의 아이스 링크가 2면이 설치됐다.
디자인 설계는 '희림종합건축사사무소'가 총괄하였으며, 건설은 계룡건설산업이 담당하였다. 올림픽 이후 운영을 맡는 강릉시의 인구 대비 과한 규모라는 판단에 따라, 경기장 규모가 원래 설계보다 작아졌다. 각 공간 이용자에 알맞는 구역 구성의 '조닝'(Zoning)과 경쾌한 동선 계획으로 '아름다운 역빙'(ICE WORK)이라는 디자인 콘셉트로 경기장 전체를 설계했다. 경기장 외부 디자인은 피겨 스케이팅의 아름다움과 쇼트트랙의 역동성을 동시에 표현했다. 동계 올림픽의 유산이자 랜드마크적인 독창성을 가지도록 쇼트트랙 선수 헬멧을 경기장 전체 디자인에 반영했고, 외부 디자인의 곡선을 통해 전 피겨스케이팅 선수인 김연아의 점프 동작을 형상화했다. 이 곡선을 경기장 내부까지 이어지게 하였다. 건물 전체는 흰색 패브릭 마감재가 휘감고 있다. 낮에 보면 경기장 외벽의 무게감과 질감이 인상적이지만, 밤에 보면 흰색 스크린 위를 흐르듯 물들이는 형형색색의 조명이 아름답다. 원래 스크린 내부에 조명을 넣어 은근하게 비치는 효과를 내려했지만 건설 과정에서 더 극적인 효과를 위해 조명을 외부에 배치했다.
관중석은 가설 형태로 설계돼 경기가 없을 때는 접을 수 있다. 트랙을 얼리는 냉동 시설은 콘크리트 아래에 매립해 필요에 따라 코트를 개조하면 다양한 스포츠경기를 치를 수 있다. 지하 연습용 아이스링크는 아예 설치와 철거가 쉽도록 튜브 형태로 늘어놓는 방식을 적용했다. 건물 외벽의 패브릭 소재를 선택한 것은 자재비와 시공비가 줄어들 뿐만 아니라 향후 다른 건물이나 천막 등으로 재활용할 수 있기 때문이였다. 아이스 아레나 경기장을 시공한 계룡건설산업은 경기장 지하에 기둥 없는 철골 합성보인 '프리컴거더공법'이란 신기술을 적용했다. 더불어 대한민국에서 녹색건축물 인증, 장애인을 위한 무장애 건물 인증, 초고속 정보통신 인증, 에너지효율 등급 인증을 획득하였다.

## 대회와 행사
올림픽 경기에 앞서 열리는 테스트 이벤트로써 2016년 12월 16일에서 18일까지 열린 ISU 쇼트트랙 월드컵 대회 2016~2017시즌과 2017년 2월 16일에서 19일까지 열린 ISU 4대륙 피겨스케이팅 선수권 대회를 이 곳에서 무사히 마쳤다.
이 곳에서는 열리는 2018 동계 올림픽은 피겨 스케이팅의 싱글 남·여, 페어, 혼성 아이스 댄스, 단체 팀 이벤트가 있다. 또 쇼트트랙 남·여 500m, 1,000m, 1,500m, 여자 3,000m 계주, 남자 5,000m 계주가 열렸다.
그 후, 2019년 8월 3일에는 내일은 미스트롯 전국투어 콘서트를 개최하게 된다.
2022년 8월 28일, 리그 오브 레전드 챔피언스 코리아 파이널 경기가 개최될 예정이다.

### 국내 대회
- 2022 리그 오브 레전드 챔피언스 코리아 서머 파이널 (예정)

### 국제 대회
- 2016년 12월 16~18일 ISU 쇼트트랙 월드컵 대회(2016~2017시즌)
- 2017년 2월 16~19일 ISU 4대륙 피겨스케이팅 선수권 대회
- 2018년 동계 올림픽
- 2024년 동계 청소년 올림픽

## 같이 보기
- 강릉올림픽파크
- 강릉 스피드 스케이팅 경기장
- 강릉 하키 센터
- 강릉 컬링 센터
- 관동 하키 센터